# Тетеревское
Те́теревское (укр. Тетерівське) — село в Вышгородском районе Киевской области Украины.

## География
Расположено на левом берегу реки Тетерев при впадении в неё реки Жеревы. На территории села в Жереву впадает правый приток Крапивня. Село занимает площадь 3,6 км².

## История
Основано в 1688 году, было известно под названием У́нын (укр. Унин).
В «Энциклопедическом словаре Брокгауза и Ефрона» издания 1890—1907 годов указывается, что на то время в селе проживало 1420 человек, имелась церковь, школа, водяная и много воздушных мельниц, лесная пристань.
В 1946 г. указом ПВС УССР село Унин переименовано в Тетеревское
С конца февраля до 1 апреля 2022 года во время российско-украинской войны село было оккупировано российскими войсками.
18 июля 2025 года СБУ сообщила о заочном подозрении генералу Чайко, отдавшему приказ бомбардировать гражданские дома во время боёв за Киев в 2022 году, в частности он отдал приказ использовать боевую авиацию и артиллерию для ударов по селу Тетеревское.

## Население
Население по переписи 2001 года составляло 364 человека.

## Местный совет
Село является административным центром Тетеревского сельского совета.
Адрес местного совета: 07245, Киевская обл., Вышгородский р-н, с. Тетеревское.

## Фотогалерея

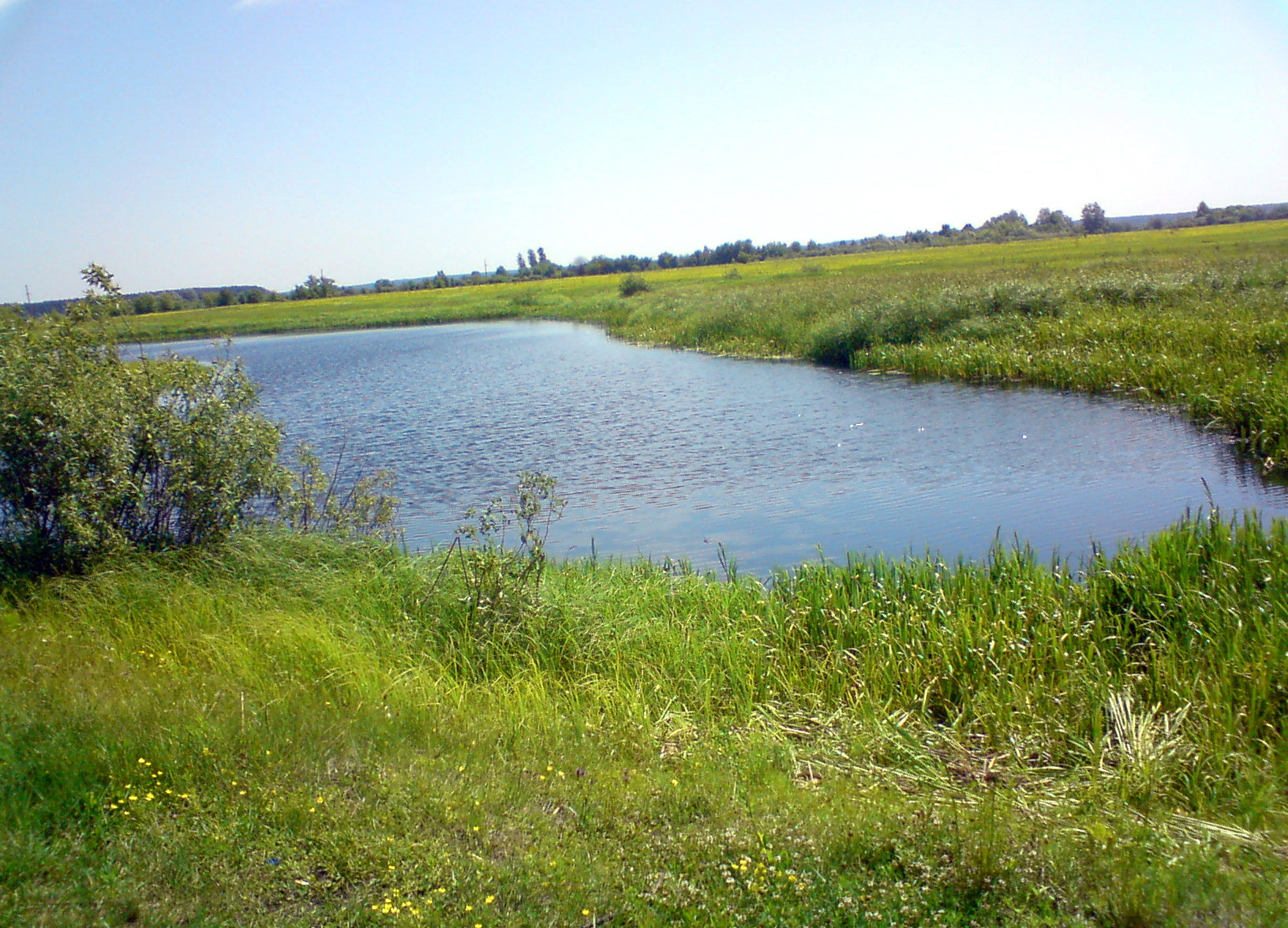
Озеро Каченыха
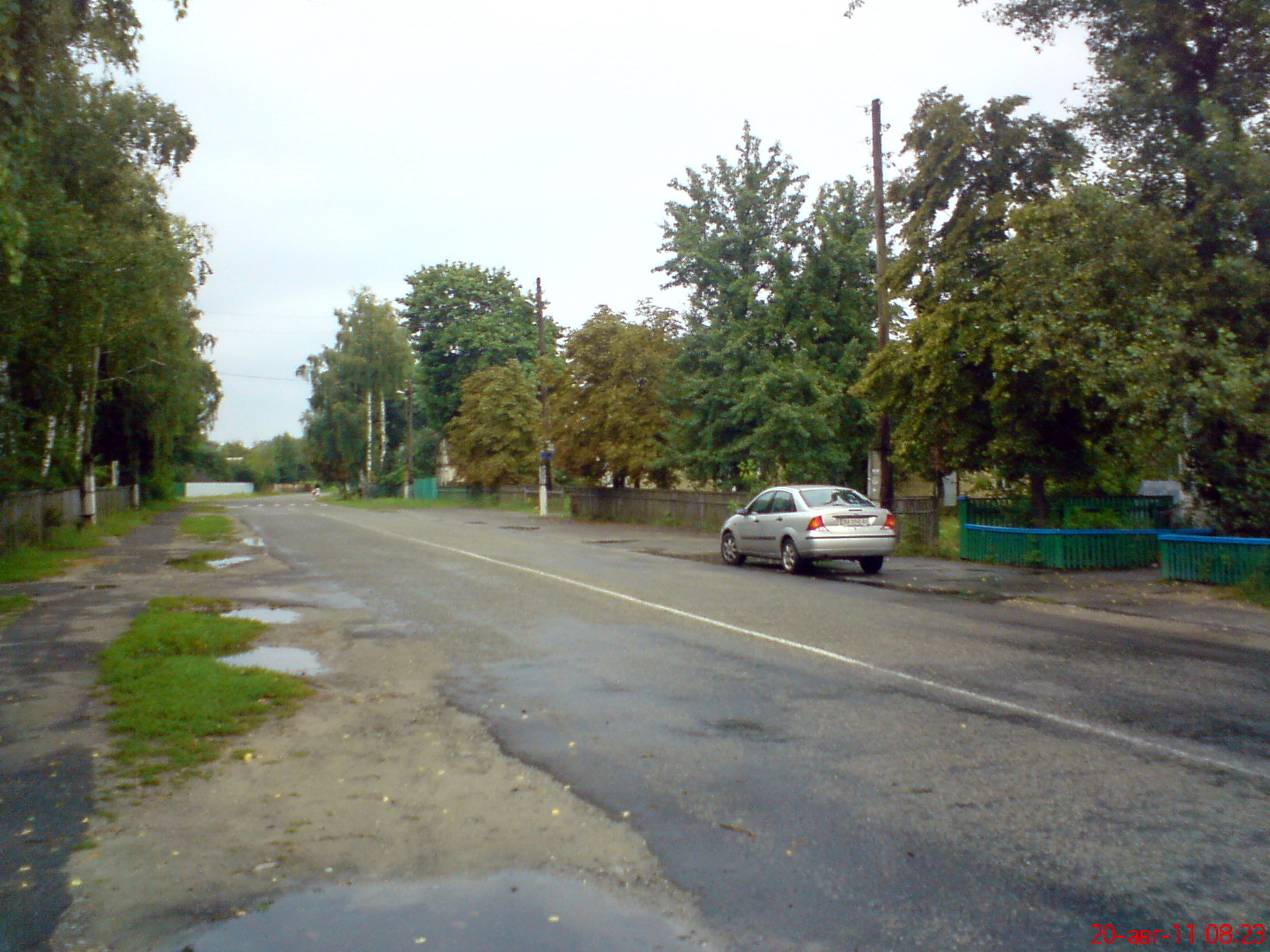
Центральная улица